# Naraingarh
Naraingarh is een stad en gemeente in het district Ambala van de Indiase staat Haryana. 

## Demografie
Volgens de Indiase volkstelling van 2001 wonen er 18.209 mensen in Naraingarh, waarvan 53% mannelijk en 47% vrouwelijk is. De plaats heeft een alfabetiseringsgraad van 73%. 